# Kanton Sierentz
Der Kanton Sierentz war bis 2015 ein französischer Wahlkreis im Arrondissement Mulhouse, im Département Haut-Rhin und in der Region Elsass.

## Geschichte
Am 22. März 2015 wurde der Kanton aufgelöst.

## Gemeinden
Der Kanton bestand aus 21 Gemeinden:
- Bartenheim
- Brinckheim
- Dietwiller
- Geispitzen
- Helfrantzkirch
- Kappelen
- Kembs
- Kœtzingue
- Landser
- Magstatt-le-Bas
- Magstatt-le-Haut
- Rantzwiller
- Schlierbach
- Sierentz
- Steinbrunn-le-Bas
- Steinbrunn-le-Haut
- Stetten
- Uffheim
- Wahlbach
- Waltenheim
- Zaessingue